# Дюкарев, Владислав Олегович
Владислав Олегович Дюкарев (род. 16 января 1997, Орск, Оренбургская область) — российский хоккеист, нападающий.

## Биография
Племянник Виталия Казарина, младший брат Олега Дюкарева, в 2000-х годах выступавшего за «Южный Урал-2». В возрасте четырёх лет начал заниматься хоккеем в орской ДЮСШ-4, первый тренер Анатолий Ламерт, позже перешёл в СДЮШОР (Пермь). Выпускник школы «Металлурга» Магнитогорск. Начинал играть в командах МХЛ «Стальные лисы» (2014/15, 2016/17) и «Сарматы» (2015/16). Провёл два матча за «Южный Урал» (ВХЛ, 2016). В сезонах 2017/18 — 2018/19 выступал в ВХЛ за «Зауралье», провёл три матча в КХЛ за «Металлург». Летом 2019 года был на просмотре в «Динамо» Тверь. Игрок команд ВХЛ «Тамбов» и «Южный Урал» (2019/20), «Торос» (2020/21 — 2022/23). Затем — игрок команд чемпионата Казахстана «Арлан» Кокшетау (2022/23 — 2023/24) и «Хумо» Ташкент (Узбекистан, с 2024/25). Летом 2024 года был на просмотре в «Адмирале».